# Semivermilia agglutinata
Semivermilia agglutinata är en ringmaskart som först beskrevs av Marenzeller 1893.  Semivermilia agglutinata ingår i släktet Semivermilia och familjen Serpulidae. Inga underarter finns listade i Catalogue of Life.